# Off the Ropes
Off the Ropes é um programa de televisão de wrestling profissional exibido pela Prime TV, na Nova Zelândia, desde 15 de novembro de 2009. Os lutadores fazem parte do plantel da Kiwi Pro Wrestling (KPW).